# 康拉 (印地安納州)
康拉（英語：Conrad）是位於美國印地安納州牛頓縣的一個非建制地區。該地的面積和人口皆未知。

## 歷史
詹尼·康拉（Jennie M. Conrad）於1908年幫助康拉鎮成立。當地郵局1906年成立，1915年停止運作。

## 地理
康拉位於41°06′18″N 87°26′36″W / 41.10500°N 87.44333°W。